# 大曽根章介
大曽根 章介（おおそね しょうすけ、1929年5月8日 - 1993年8月26日）は、日本文学者、漢文学者。
東京大学文学部国文学科卒業。1971年、文学博士。東京大学助手、共立女子短期大学教授を経て中央大学教授。
平安文学、特に漢文学が専門。1989年より刊行された新日本古典文学大系の編集委員をつとめたが、1993年に急死した。64歳没 。

## 著書
- 「王朝漢文学論攷」 岩波書店 1994年
- 「大曽根章介 日本漢文学論集」（全3巻）汲古書院

## 共編・共著
- 「日本思想大系　往生伝・法華験記」井上光貞共編 岩波書店 1974年
- 「日本思想大系 古代政治社会思想」 岩波書店 1979年
- 「新潮日本古典集成 和漢朗詠集」 新潮社 1983年
- 「新日本古典文学大系 中世日記紀行集」 岩波書店 1990年
- 「新日本古典文学大系 本朝文粋」 岩波書店 1992年